# Martín Merino y Gómez
No se debe confundir con su contemporáneo Jerónimo Merino, también apodado el "cura Merino".
Martín Merino y Gómez (Arnedo, 1789-Madrid, 7 de febrero de 1852), llamado el cura Merino o el apóstata, fue un presbítero español y activista liberal, conocido por haber llevado a cabo un intento de regicidio contra la reina Isabel II en 1852, por el cual fue ejecutado.

## Biografía
Hijo de una familia de labradores riojanos del valle del río Cidacos, a principios del siglo XIX ingresó en un convento franciscano de Santo Domingo de la Calzada, que abandonó al estallar la guerra de independencia para unirse a una partida de guerrilleros que actuaba en la provincia de Sevilla; se ordenó como sacerdote en 1813 en Cádiz; al terminar la guerra volvió al convento hasta 1819, fecha en la que debido a sus ideas liberales se exilió en Agen (Francia).
En 1821 regresó a España y se secularizó; en 1822 fue amonestado por increpar e insultar al rey Fernando VII y poco después tomó parte en los sucesos de julio de ese mismo año en Madrid, por lo cual estuvo preso durante unos meses; acogiéndose a la amnistía de 1824 volvió a emigrar a Francia, residiendo en Agen y Burdeos, donde se colocó de cura párroco hasta 1841. Ese año volvió a España y entró como capellán en la iglesia de San Sebastián de Madrid.
| «Era el Merino alto, delgado, pelo enteramente blanco y de constitución robusta. Desaseado en su traje, poco expansivo y menos afectuoso en el trato social, se le veía casi siempre solo por carecer de verdaderos amigos». |

En 1843 ganó un premio de 5000 duros en la lotería, con el que organizó un negocio de préstamos de elevado interés que le acarrearía con sus deudores diversos conflictos; uno de éstos, mantenido con otro religioso, provocó que en 1846 fuera trasladado a la iglesia de San Millán, de la que fue expulsado poco después.
De carácter arrogante, irascible y solitario, ávido lector y buen conocedor de los textos clásicos, tenía su residencia fijada en el callejón del Infierno, n.º 2, con la compañía de una criada llamada Dominga Castellanos, y las visitas ocasionales del sacerdote de la iglesia de San Justo. 
Según sus propias declaraciones, su medio de vida en la capital era ejercer como saltatumbas.

## Atentado contra la reina Isabel II
El lunes 2 de febrero de 1852, mes y medio después de haber dado a luz a la infanta Isabel, la reina Isabel II se encontraba en el interior del Palacio Real, disponiéndose para acudir a la misa de parida en la iglesia de Atocha de Madrid. Merino, tras haber asistido a misa en la iglesia de San Justo aquella misma mañana, consiguió entrar en el edificio sin ser detenido por la Guardia Real, amparado en sus ropas talares.
Cuando ambos se encontraron en una de las galerías del palacio a las 13:15, Merino extrajo de su sotana un estilete de hoja estrecha y calada, de una cuarta de longitud, comprado en el Rastro años antes, y asestó a la reina una cuchillada en la parte anterior y superior del hipocondrio derecho, rozando el brazo del mismo lado y provocándole una herida de unos 15 milímetros de anchura; el golpe fue amortiguado por el recamado de oro del traje y por las ballenas del corsé de la reina.

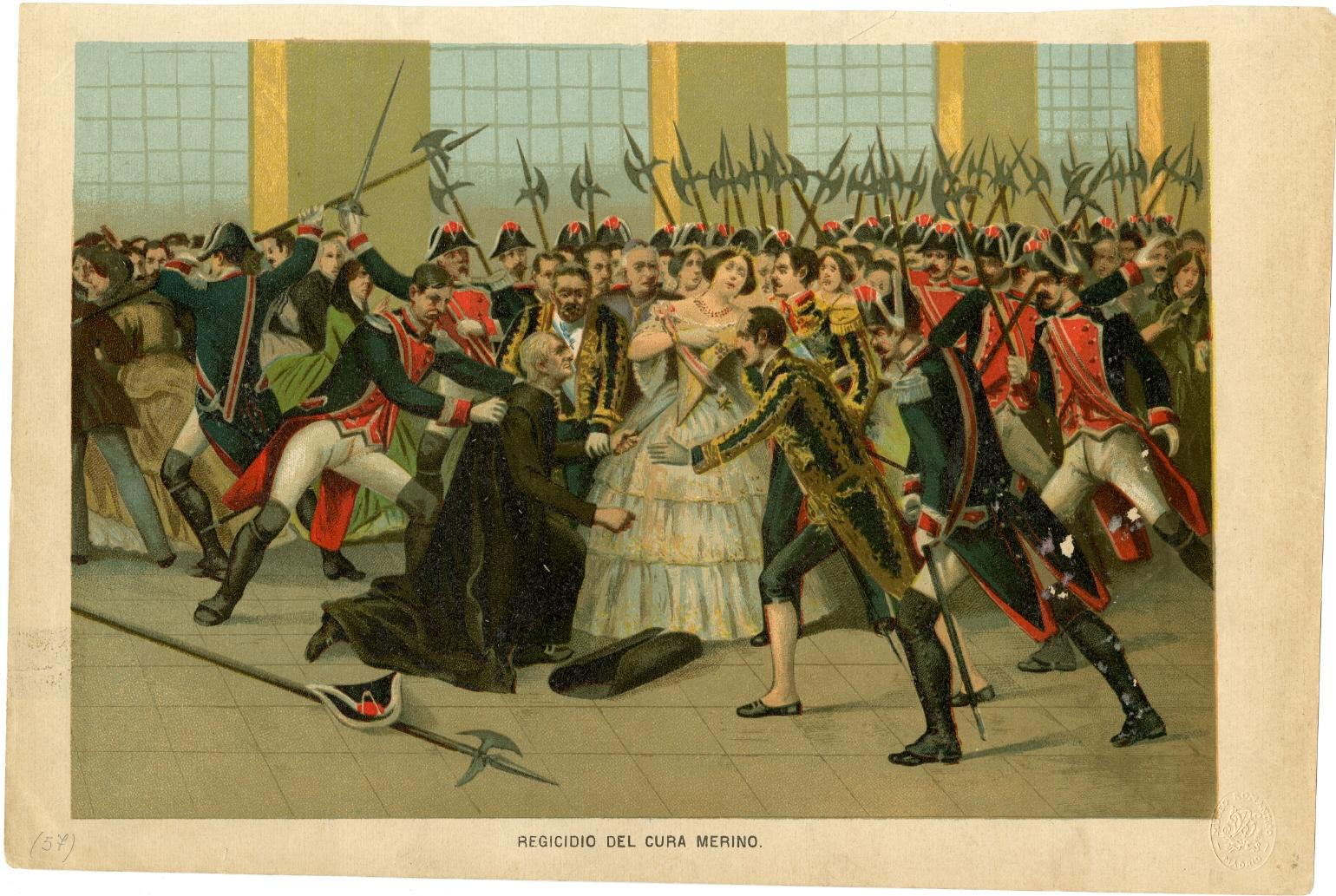
Regicidio del Cura Merino en una estampa de ca.1852

Inmediatamente tras el atentado Merino fue detenido por los alabarderos de la Guardia Real sin oponer resistencia; tras un primer interrogatorio en el que confesó haber actuado en solitario y tener intenciones de asesinar a Ramón María Narváez o a la ex regente María Cristina de Borbón-Dos Sicilias, esa misma noche fue conducido a la cárcel del Saladero.
La reina fue trasladada a sus habitaciones, donde sufrió un desvanecimiento de unos 15 minutos. En principio se albergó la sospecha de que el cuchillo estuviera envenenado, pero los médicos que hicieron el primer examen (Juan Francisco Sánchez, Juan Drument y Antonio Solís) descartaron esta posibilidad.

## Juicio y ejecución
En la tarde del día 3 de febrero se celebró el juicio con la ausencia de Merino, que declinó hallarse presente. Ante el juez Pedro Nolasco Aurioles, el fiscal José Manuel de Villar y Salcedo presentó la acusación de regicidio con premeditación; con la asistencia del procurador Pascasio Lorrio, el abogado designado de oficio para defender a Merino, Julián Urquiola, intentó hacer valer la tesis de enajenación mental y declarar irresponsable al acusado, pero los médicos de la cárcel dictaminaron que el reo se encontraba en su sano juicio.
Ese mismo día el tribunal sentenció a Merino a morir en garrote y al pago de las costas del juicio; el reo debería ser conducido al patíbulo con una hopa y birrete amarillos con manchas encarnadas, vestimenta reservada a los regicidas y parricidas, según lo establecido en el código penal vigente. Martín Merino sería el primer condenado en vestir este traje. El día 5 la audiencia de Madrid confirmó la sentencia.
| «Merino era un tipo moral de los más extraordinarios: mezcla singular e incomprensible de cinismo, de sangre fría, de común bondad, de insolente candor hasta el mismo crimen. (...) sus respuestas inesperadas eran propias de un loco o de un filósofo, de un sabio o de un energúmeno, de un hombre honrado o de un perverso criminal». |

Comisionado por el arzobispo de Toledo, el obispo de Málaga Juan Nepomuceno Cascallana procedió a la degradación de Merino de sus órdenes eclesiásticas; fue despojado de su condición de presbítero, de diácono, de subdiácono y de tonsurado. Durante la ceremonia, Merino se mantuvo impasible e indiferente.
El sábado 7 de febrero a las 12 salió de la cárcel del Saladero maniatado, a lomos de burro y vestido con la hopa y el birrete amarillos en dirección al Campo de Guardias, donde se había instalado el patíbulo ante una gran concurrencia de público. De camino al cadalso estuvo sereno, jovial y locuaz.  Tras una breve espera al pie del cadalso, pues la ejecución debía celebrarse a la misma hora del atentado, fue ejecutado.
Con el objeto de evitar robos, especulaciones o exaltaciones posteriores de su persona, las autoridades dispusieron que su cuerpo fuera quemado y sus cenizas esparcidas en la fosa común, lo cual se llevó a cabo esa misma tarde en el cementerio general del norte. El puñal fue destruido, así como los objetos personales de Merino, entre ellos una pistola encontrada en su casa.

## Consecuencias
Con el país inmerso en una situación política y social convulsa, el atentado fue presentado por algunas facciones partidistas como una conspiración contra la monarquía por parte del clero, dada la condición eclesiástica del regicida o como un intento de culpar a la francmasonería, atribuyendo a Merino la pertenencia a alguna logia, pero aunque el gobierno hizo especial hincapié en averiguar si el atentado era efectivamente parte de una conspiración, todas las averiguaciones señalaron que el criminal había actuado en solitario.
La reina Isabel quedó completamente restablecida de la herida diez días después; en agradecimiento por la recuperación de su salud y por el nacimiento de la princesa, se dispuso la apertura de una suscripción popular para la construcción del hospital de la Princesa.  La misa de parida se celebró finalmente el día 18 de febrero.
Benito Pérez Galdós incluyó a Merino como personaje secundario en varios de sus Episodios nacionales: aparece en Las tormentas del 48, en Los duendes de la camarilla y en La revolución de julio.
Diego San José de la Torre también relató la historia en El cura Merino.